# Charenton-du-Cher
Charenton-du-Cher è un comune francese di 1 145 abitanti situato nel dipartimento del Cher, nella regione del Centro-Valle della Loira.
Il suo territorio comunale è bagnato dal fiume Marmande.

## Società

### Evoluzione demografica
Abitanti censiti